# Пітер Янсен Вестер
Пітер Янсен Вестер (швед. Peter Jansen Wester; 23 вересня 1877 — 1931) — шведсько-американський ботанік.

## Біографія
Пітер Янсен Вестер народився 23 вересня 1877 у провінції Гельсінгланд.
Вивчав біологію у Народному університеті в Болльнесі, лен Євлеборґ. У 1897 році він емігрував до США. У 1897-1903 роках Вестер працював у декількох сільськогосподарських службах. З 1904 до 1910 року він був спеціальним агентом Бюро рослинництва USDA у Маямі та Вашингтоні. З 1911 року до своєї смерті у 1931 році Вестер провів на Філіппінах, працюючи у Філіппінському бюро сільського господарства. Він також здійснив декілька поїздок до Сінгапуру, Гаваїв та на острів Ява з метою вивчення вирощування кави та інших культур для впровадження на Філіппінах.
Пітер Вестер спеціалізувався на сперматофітах, особливо на цитрусових.
Пітер Янсен Вестер помер у 1931 році в Уппсалі.

## Окремі публікації
- The Mango (1920)
- The Coconut Palm, its Culture and Uses (1920)
- Food Plants of the Philippines (1921; третє видання 1924)
- Descriptive List of Mango Varieties in India (1922)